# Zoom (comics)
 (avril 2016).
Si vous disposez d'ouvrages ou d'articles de référence ou si vous connaissez des sites web de qualité traitant du thème abordé ici, merci de compléter l'article en donnant les références utiles à sa vérifiabilité et en les liant à la section « Notes et références ».
Pour les articles homonymes, voir Zoom (homonymie).
Ne doit pas être confondu avec Professeur Zoom.
Zoom est un personnage de fiction super-vilain de l'univers de DC Comics. Créé par Geoff Johns et Scott Kolins, il apparait pour la première fois dans The Flash: Secret Files & Origins no 3 en novembre 2001.

## Biographie fictive
Brillant agent du FBI, Hunter Zolomon enquête sur une affaire de corruption lorsque son genou droit est sévèrement endommagé. Il demande alors de l'aide à Wally West mais celui-ci refuse de l'aider. Il met alors en route la machine temporelle, mais est transformé et devient le voyageur temporel surnommé Zoom. Il voue depuis cette histoire une haine féroce envers Wally West, dont il finit par découvrir l'identité secrète, et attente même à la vie de Linda Park-West et à ses jumeaux, pour apprendre à Flash la véritable définition du mot douleur. Son plan se retourne contre lui quand Barry Allen, le précédent Flash, vient prêter main-forte à Wally et le débarrasse de Zoom. Il est vaincu par Flash et sauve malgré lui Linda et les enfants qu'elle portait. Il veut réactiver la machine mais celle-ci se disloque à la suite de son utilisation abusive et il se retrouve coincé dans une autre dimension.

## Pouvoirs et capacités
- Zoom est capable de faire pratiquement tout ce que font les autres Flashs : créer des tourbillons, donner des coups de poing supersoniques, passer à travers la matière...
- Il peut aussi atteindre la vitesse de la lumière et voyager dans le temps, mais contrairement à tous les autres Flash et leurs ennemis respectifs, il est hors du temps, c'est-à-dire que s'il modifie le temps, il n'y aura pas de répercussion sur le futur.
- Il est aussi capable d'ouvrir des brèches dans l'espace-temps.

## Apparitions dans d'autres médias

### Télévision
Zoom, de son vrai nom Hunter Zolomon, est l’antagoniste principal de la saison 2 de la série The Flash. Né sur Terre-2, c'est un supersonique qui a développé une grave maladie après avoir tenté de stimuler ses compétences avec une drogue : Velocity-9. Cherchant à tout prix à voler l'énergie d'un autre supersonique pour se guérir, il se tourne dans un premier temps vers Jay Garrick mais l'expérience est un échec. Il usurpe alors l'identité de celui-ci pour convaincre Barry Allen de lui céder ses pouvoirs et il y parvient. Désormais guéri, et toujours avec l'objectif d'être le plus rapide, il tente de détruire le Multivers afin de devenir le seul supersonique de tout l'univers. Néanmoins, il sera stoppé par Barry Allen et emmené dans la Vitesse Pure (la source d'énergie des supersoniques) par des Spectres Temporels pour y être jugé. 
Dans ses derniers instants, il se transforme en Black Flash (le supersonique de la mort dans les comics). Il réapparaît ensuite sous cette forme dans la saison 2 de Legends of Tomorrow afin de tuer le double temporel de Reverse-Flash qui n'est pas censé exister dans la chronologie actuelle puisque son ancêtre s'est suicidé pour l'effacer, il y parvient grâce à Sara Lance qui a utilisé la Lance du Destin pour le libérer de sa prison où Eobard Thawne l'avait enfermé, avant d’ôter tout pouvoir à la lance. Dans la saison 3 de Flash, Black Flash attaque Barry dans la Vitesse Pure mais ce dernier réussit à le neutraliser temporairement. Plus tard il tente de tuer Savitar, le double temporel de Barry, provenant d'un futur alterné, qui se fait passer pour le Dieu de la Vitesse, mais Caitlin Snow devenue Killer Frost se sert de ses pouvoirs pour le geler et détruire le supersonique démoniaque pour de bon.

### Jeux vidéo
- 2006 : Justice League Heroes: The Flash
- 2011 : DC Universe Online